# Carmen de Patagones
Carmen de Patagones é uma cidade da Argentina, localizada na província de Buenos Aires.